# 小行星25552
小行星25552（25552 Gaster）是一颗绕太阳运转的小行星，为主小行星带小行星。该小行星于1999年12月发现。

## 轨道参数
小行星25552的轨道半长轴为358 793 863 km（2.3983547 UA），离心率为0.07。